# 2. česká hokejová liga 2010/2011
2. česká hokejová liga v sezóně 2010/2011 byla 18. ročníkem samostatné třetí nejvyšší české soutěže v ledním hokeji. Do skupiny Východ spadl z 1. ligy tým  Salith Šumperk. Také Havířov po odstoupení z 1. ligy znovu začal hrát ve 2. lize. Z krajských přeborů do druhé ligy naopak postoupily týmy HC Uherské Hradiště, SK Kadaň "B" a TJ Božetice. Licence do ročníku 2010/2011 prodaly SK Kadaň "B" do HC Chotěboř a TJ Božetice do HC Milevsko 2010.

## Systém soutěže

### Střed a Západ
Skupiny po deseti týmech se nejprve utká každý s každým čtyřkolově (36 kol).

### Východ
Patnáct celků ve skupině Východ se nejprve utkalo systémem každý s každým, aby se následně týmy rozdělily do tří skupin. Po odehrání základní části vytvořily samostatnou tabulku celky z prvního až šestého, sedmého až dvanáctého a třináctého až patnáctého místa. První šestice ve skupině A měla jistou účast v play off, kam se probojovalo osm mužstev. O zbylá dvě místa se popraly celky ve skupině B, přičemž platilo, že tým nemohl v nasazení přeskočit nikoho ze skupiny A, ani kdyby nasbíral větší počet bodů.

### Play off
Dlouhodobé části skončily v polovině února a poslední tým každé ze skupin(V,Z,S) spadl do baráže o druhou ligu. Nejlepší osmičky pak válčily o místo v pětičlenné baráži o první ligu, kam se dostali vítězové play off jednotlivých skupin a týmy na 15. a 16. místě 1. ligy. Baráž se hrála dvoukolově každý s každým a první dva týmy se kvalifikovaly do dalšího ročníku 1. ligy.

## Základní část

### Západ
| Vysvětlivka                    |
| ------------------------------ |
| Postup do čtvrtfinále play off |
| Tým vyřazen                    |
| Účastník baráže o 2. ligu      |

| Poř. | Tým                        | Z  | V  | VP | PP | P  | VG  | OG  | B  |
| ---- | -------------------------- | -- | -- | -- | -- | -- | --- | --- | -- |
| 1.   | HC Klášterec nad Ohří      | 36 | 28 | 1  | 0  | 7  | 188 | 117 | 86 |
| 2.   | HC Most                    | 36 | 23 | 1  | 3  | 9  | 179 | 131 | 74 |
| 3.   | SHC Maso Brejcha Klatovy   | 36 | 18 | 3  | 1  | 14 | 144 | 125 | 61 |
| 4.   | HC Řisuty                  | 36 | 15 | 5  | 5  | 11 | 145 | 110 | 60 |
| 5.   | HC Vlci Jablonec nad Nisou | 36 | 14 | 5  | 2  | 15 | 150 | 121 | 54 |
| 6.   | HC Baník Sokolov           | 36 | 14 | 5  | 1  | 16 | 142 | 156 | 53 |
| 7.   | HC Děčín                   | 36 | 12 | 4  | 6  | 14 | 117 | 131 | 50 |
| 8.   | HC Roudnice nad Labem      | 36 | 13 | 2  | 3  | 18 | 132 | 157 | 46 |
| 9.   | HC Kobra Praha             | 36 | 7  | 2  | 2  | 25 | 117 | 186 | 27 |
| 10.  | HC Predators Česká Lípa    | 36 | 8  | 0  | 5  | 23 | 96  | 176 | 26 |

### Střed
| Vysvětlivka                    |
| ------------------------------ |
| Postup do čtvrtfinále play off |
| Tým vyřazen                    |
| Účastník baráže o 2. ligu      |

| Poř. | Tým                          | Z  | V  | VP | PP | P  | VG  | OG  | B  |
| ---- | ---------------------------- | -- | -- | -- | -- | -- | --- | --- | -- |
| 1.   | KLH Vajgar Jindřichův Hradec | 36 | 20 | 5  | 1  | 10 | 176 | 122 | 71 |
| 2.   | HC Benešov                   | 36 | 21 | 0  | 4  | 11 | 161 | 132 | 67 |
| 3.   | TJ SC Kolín                  | 36 | 19 | 2  | 1  | 14 | 153 | 133 | 62 |
| 4.   | HC Milevsko 2010             | 36 | 19 | 1  | 2  | 14 | 137 | 137 | 61 |
| 5.   | HC Spartak Pelhřimov         | 36 | 16 | 3  | 2  | 15 | 156 | 147 | 56 |
| 6.   | NED Hockey Nymburk           | 36 | 17 | 1  | 1  | 17 | 133 | 118 | 54 |
| 7.   | HC Trutnov                   | 36 | 16 | 1  | 3  | 16 | 136 | 143 | 53 |
| 8.   | SKLH Žďár nad Sázavou        | 36 | 15 | 2  | 1  | 18 | 132 | 144 | 50 |
| 9.   | TJ Sršni Kutná Hora          | 36 | 11 | 2  | 1  | 22 | 107 | 142 | 38 |
| 10.  | HC Chotěboř                  | 36 | 8  | 1  | 1  | 25 | 114 | 187 | 28 |

### Východ

#### První fáze
| Vysvětlivka                     |
| ------------------------------- |
| Postup do nadstavbové skupiny A |
| Postup do nadstavbové skupiny B |
| Účastník baráže o 2. ligu       |

| Poř. | Tým                        | Z  | V  | VP | PP | P  | VG  | OG  | B  |
| ---- | -------------------------- | -- | -- | -- | -- | -- | --- | --- | -- |
| 1.   | Salith Šumperk             | 28 | 20 | 4  | 0  | 4  | 142 | 74  | 68 |
| 2.   | HC AZ Havířov 2010         | 28 | 18 | 2  | 2  | 6  | 125 | 71  | 60 |
| 3.   | HC Plus Oil Orlová         | 28 | 19 | 0  | 0  | 9  | 115 | 75  | 57 |
| 4.   | HC Zubr Přerov             | 28 | 15 | 2  | 4  | 7  | 121 | 76  | 53 |
| 5.   | HK Nový Jičín              | 28 | 15 | 3  | 1  | 9  | 96  | 79  | 52 |
| 6.   | LHK Jestřábi Prostějov     | 28 | 15 | 1  | 3  | 9  | 104 | 70  | 50 |
| 7.   | HC Slezan Opava            | 28 | 15 | 2  | 1  | 10 | 96  | 85  | 50 |
| 8.   | SHK Hodonín                | 28 | 14 | 1  | 2  | 11 | 113 | 103 | 46 |
| 9.   | HC Bobři Valašské Meziříčí | 28 | 8  | 6  | 2  | 12 | 101 | 110 | 38 |
| 10.  | HC Břeclav                 | 28 | 6  | 6  | 1  | 15 | 80  | 90  | 31 |
| 11.  | VSK Technika Brno          | 28 | 8  | 1  | 4  | 15 | 75  | 97  | 30 |
| 12.  | HC Frýdek-Místek           | 28 | 7  | 2  | 4  | 15 | 92  | 138 | 29 |
| 13.  | VHK Vsetín                 | 28 | 8  | 1  | 1  | 18 | 74  | 110 | 27 |
| 14.  | HC Uherské Hradiště        | 28 | 6  | 0  | 6  | 16 | 70  | 137 | 24 |
| 15.  | HC Uničov                  | 28 | 4  | 1  | 1  | 22 | 84  | 173 | 15 |

#### Nadstavba

##### Skupina A
| Vysvětlivka                    |
| ------------------------------ |
| Postup do čtvrtfinále play off |

| Poř. | Tým                    | Z  | V  | VP | PP | P  | VG  | OG  | B  |
| ---- | ---------------------- | -- | -- | -- | -- | -- | --- | --- | -- |
| 1.   | Salith Šumperk         | 38 | 29 | 4  | 0  | 5  | 191 | 104 | 95 |
| 2.   | HC Plus Oil Orlová     | 38 | 26 | 0  | 0  | 12 | 158 | 108 | 78 |
| 3.   | HC AZ Havířov 2010     | 38 | 22 | 4  | 2  | 10 | 170 | 111 | 76 |
| 4.   | HC Zubr Přerov         | 38 | 18 | 2  | 6  | 12 | 159 | 116 | 64 |
| 5.   | LHK Jestřábi Prostějov | 38 | 18 | 1  | 3  | 16 | 129 | 109 | 59 |
| 6.   | HK Nový Jičín          | 38 | 17 | 3  | 1  | 17 | 123 | 124 | 58 |

##### Skupina B
| Vysvětlivka                    |
| ------------------------------ |
| Postup do čtvrtfinále play off |
| Tým vyřazen                    |

| Poř. | Tým                        | Z  | V  | VP | PP | P  | VG  | OG  | B  |
| ---- | -------------------------- | -- | -- | -- | -- | -- | --- | --- | -- |
| 1.   | SHK Hodonín                | 38 | 20 | 4  | 2  | 12 | 166 | 122 | 70 |
| 2.   | HC Slezan Opava            | 38 | 19 | 3  | 2  | 14 | 136 | 117 | 65 |
| 3.   | HC Bobři Valašské Meziříčí | 38 | 15 | 7  | 2  | 14 | 149 | 149 | 61 |
| 4.   | VSK Technika Brno          | 38 | 12 | 2  | 8  | 16 | 112 | 124 | 48 |
| 5.   | HC Frýdek-Místek           | 38 | 8  | 3  | 5  | 22 | 119 | 194 | 35 |
| 5.   | HC Břeclav                 | 38 | 7  | 6  | 2  | 23 | 98  | 140 | 35 |

##### Skupina C
| Vysvětlivka               |
| ------------------------- |
| Tým vyřazen               |
| Účastník baráže o 2. ligu |

| Poř. | Tým                 | Z  | V  | VP | PP | P  | VG  | OG  | B  |
| ---- | ------------------- | -- | -- | -- | -- | -- | --- | --- | -- |
| 1.   | VHK Vsetín          | 32 | 10 | 2  | 1  | 19 | 95  | 128 | 35 |
| 2.   | HC Uherské Hradiště | 32 | 7  | 0  | 7  | 18 | 86  | 156 | 28 |
| 3.   | HC Uničov           | 32 | 6  | 1  | 1  | 24 | 101 | 190 | 21 |

## Play Off

### Čtvrtfinále

#### Západ
- HC Most - HC Děčín 5:1 (1:1, 2:0, 2:0)
- HC Děčín - HC Most 8:5 (2:2, 4:3, 2:0)
- HC Most - HC Děčín 5:2 (0:1, 2:1, 3:0)
- HC Most vyhrál sérii 2:1

- SHC Maso Brejcha Klatovy - HC Baník Sokolov 4:3 (2:0, 1:2, 1:1)
- HC Baník Sokolov - SHC Maso Brejcha Klatovy 2:0 (0:0, 0:0, 2:0)
- SHC Maso Brejcha Klatovy - HC Baník Sokolov 7:2 (5:0, 0:1, 2:1)
- SHC Maso Brejcha Klatovy vyhrál sérii 2:1

- HC Klášterec nad Ohří - HC Roudnice nad Labem 3:2 (0:0, 1:2, 2:0)
- HC Roudnice nad Labem - HC Klášterec nad Ohří 6:3 (2:0, 2:2, 2:1)
- HC Klášterec nad Ohří - HC Roudnice nad Labem 4:1 (1:0, 0:0, 3:1)
- HC Klášterec nad Ohří vyhrál sérii 2:1

- HC Řisuty - HC Vlci Jablonec nad Nisou 4:5 (0:2, 2:1, 2:2)
- HC Vlci Jablonec nad Nisou - HC Řisuty 5:3 (2:0, 2:1, 1:2)
- HC Vlci Jablonec nad Nisou vyhrál sérii 2:0

#### Střed
- KLH Vajgar Jindřichův Hradec - SKLH Žďár nad Sázavou 6:0 (1:0, 2:0, 3:0)
- SKLH Žďár nad Sázavou - KLH Vajgar Jindřichův Hradec 2:3PP (1:0, 0:1, 1:1, 0:1 )
- KLH Vajgar Jindřichův Hradec vyhrál sérii 2:0

- HC Benešov - HC Trutnov 8:6 (1:3, 1:1, 6:2)
- HC Trutnov - HC Benešov 7:2 (0:2, 3:0, 4:0)
- HC Benešov - HC Trutnov 7:1 (2:1, 2:0, 3:0)
- HC Benešov vyhrál sérii 2:1

- HC Milevsko 2010 - HC Spartak Pelhřimov 5:2 (1:0, 2:1, 2:1)
- HC Spartak Pelhřimov - HC Milevsko 2010 1:0 (0:0, 0:0, 1:0)
- HC Milevsko 2010 - HC Spartak Pelhřimov 6:2 (2:1, 4:0, 0:1)
- HC Milevsko 2010 vyhrálo sérii 2:1

- TJ SC Kolín - NED Hockey Nymburk 3:4 (0:1, 0:1, 3:2)
- NED Hockey Nymburk - TJ SC Kolín 3:5 (0:0, 2:2, 1:3)
- TJ SC Kolín - NED Hockey Nymburk 1:2 (0:1, 0:0, 1:1)
- NED Hockey Nymburk vyhrál sérii 2:1

#### Východ
- Salith Šumperk - HC Slezan Opava 6:3 (4:0, 1:1, 1:2)
- HC Slezan Opava -  Salith Šumperk 0:4 (0:0, 0:0, 0:4)
- Salith Šumperk vyhrál sérii 2:0

- HC AZ Havířov 2010 - HK Nový Jičín 5:3 (2:1, 2:0, 1:2)
- HK Nový Jičín - HC AZ Havířov 2010 3:1 (2:0, 1:0, 0:1)
- HC AZ Havířov 2010 - HK Nový Jičín 1:2 (0:1, 1:1, 0:0)
- HK Nový Jičín vyhrál sérii 2:1

- HC Plus Oil Orlová - SHK Hodonín 5:1 (0:0, 3:0, 2:1)
- SHK Hodonín - HC Plus Oil Orlová 8:3 (1:2, 4:0, 3:1)
- HC Plus Oil Orlová - SHK Hodonín 5:2 (3:1, 1:1, 1:0)
- HC Plus Oil Orlová vyhrála sérii 2:1

- HC Zubr Přerov - LHK Jestřábi Prostějov 3:2 (0:1, 2:1, 1:0)
- LHK Jestřábi Prostějov - HC Zubr Přerov 2:3sn (2:0, 0:1, 0:1, 0:0)
- HC Zubr Přerov vyhrál sérii 2:0

### Semifinále

#### Západ
- HC Most - SHC Maso Brejcha Klatovy 3:0 (2:0, 0:0, 1:0)
- SHC Maso Brejcha Klatovy - HC Most 1:3 (0:0, 0:0, 1:3)
- HC Most vyhrál sérii 2:0

- HC Klášterec nad Ohří - HC Vlci Jablonec nad Nisou 5:3 (0:2, 3:0, 2:1)
- HC Vlci Jablonec nad Nisou - HC Klášterec nad Ohří 1:4 (0:0, 1:2, 0:2)
- HC Klášterec nad Ohří vyhrál sérii 2:0

#### Střed
- HC Benešov - HC Milevsko 2010 5:2 (2:1, 1:1, 2:0)
- HC Milevsko 2010 - HC Benešov 3:6 (1:4, 2:1, 0:1)
- HC Benešov vyhrál sérii 2:0

- KLH Vajgar Jindřichův Hradec - NED Hockey Nymburk 5:2 (3:1, 1:1, 1:0)
- NED Hockey Nymburk - KLH Vajgar Jindřichův Hradec 5:7 (2:3, 1:3, 2:1)
- KLH Vajgar Jindřichův Hradec vyhrál sérii 2:0

#### Východ
- Salith Šumperk - HK Nový Jičín 8:1 (0:0, 2:0, 6:1)
- HK Nový Jičín -  Salith Šumperk 3:1 (0:1, 3:0, 0:0)
- Salith Šumperk - HK Nový Jičín 5:0 (2:0, 1:0, 2:0)
- Salith Šumperk vyhrál sérii 2:1

- HC Plus Oil Orlová - HC Zubr Přerov 3:0 (3:0, 0:0, 0:0)
- HC Zubr Přerov - HC Plus Oil Orlová 4:1 (0:0, 2:1, 2:0)
- HC Plus Oil Orlová - HC Zubr Přerov 4:1 (1:0, 0:0, 3:1)
- HC Plus Oil Orlová vyhrála sérii 2:1

### Finále

#### Západ
- HC Klášterec nad Ohří - HC Most 3:5 (1:0, 2:2, 0:3)
- HC Most - HC Klášterec nad Ohří 4:3 (2:1, 2:0, 0:2)
- HC Klášterec nad Ohří - HC Most 7:3 (1:1, 3:2, 3:0)
- HC Most - HC Klášterec nad Ohří 4:2 (1:0, 2:0, 1:2)
- HC Most vyhrál sérii 3:1 a postoupil do baráže o 1. ligu

#### Střed
- KLH Vajgar Jindřichův Hradec - HC Benešov 3:2sn (0:2, 2:0, 0:0 - 0:0, 1:0)
- HC Benešov - KLH Vajgar Jindřichův Hradec 4:5 (1:1, 1:4, 2:0)
- KLH Vajgar Jindřichův Hradec - HC Benešov 12:1 (4:0, 3:1, 5:0)
- KLH Vajgar Jindřichův Hradec vyhrál sérii 3:0 a postoupil do baráže o 1. ligu

#### Východ
- Salith Šumperk - HC Plus Oil Orlová 5:3 (3:2, 1:1, 1:0)
- HC Plus Oil Orlová -  Salith Šumperk 3:4sn (2:0, 0:0, 1:3 - 0:0, 0:1)
- Salith Šumperk - HC Plus Oil Orlová 3:1 (1:1, 0:0, 2:0)
- Salith Šumperk vyhrál sérii 3:0 a postoupil do baráže o 1. ligu

## Kvalifikace o postup do baráže o 2. ligu
- Přeborníci Pardubického a Plzeňského krajského přeboru se vzdali účasti. Přebory kraje Vysočina, Olomouckého a Karlovarského kraje se nehrály a týmy startovaly v sousedních přeborech.

### Skupina A
| Poř. | Tým                                                     | Z | V | VP | PP | P | VG | OG | B |
| ---- | ------------------------------------------------------- | - | - | -- | -- | - | -- | -- | - |
| 1.   | HC Strakonice (přeborník Jihočeského krajského přeboru) | 4 | 3 | 0  | 0  | 1 | 27 | 11 | 6 |
| 2.   | HC Hvězda Praha (přeborník Pražského přeboru)           | 4 | 3 | 0  | 0  | 1 | 18 | 12 | 6 |
| 3.   | HC Lomnice nad Popelkou (přeborník Libereckého přeboru) | 4 | 0 | 0  | 0  | 4 | 7  | 29 | 0 |

- Strakonice postoupily do baráže o 2. ligu proti poslednímu celku skupiny západ - HC Predators Česká Lípa.

### Skupina B
| Poř. | Tým                                                                  | Z | V | VP | PP | P | VG | OG | B |
| ---- | -------------------------------------------------------------------- | - | - | -- | -- | - | -- | -- | - |
| 1.   | SK Kadaň B (přeborník Ústeckého krajského přeboru)                   | 2 | 1 | 0  | 0  | 1 | 9  | 8  | 2 |
| 2.   | HC Slavoj Velké Popovice (přeborník Středočeského krajského přeboru) | 2 | 1 | 0  | 0  | 1 | 8  | 9  | 2 |

- Skupiny se měl účastnit také přeborník Královéhradeckého přeboru - HC WIKOV Hronov, ale z finančních důvodů odřekl účast.
- Kadaň B postoupila do baráže o 2. ligu proti poslednímu celku skupiny střed - HC Chotěboř.

### Skupina C
| Poř. | Tým                                                                      | Z | V | VP | PP | P | VG | OG | B |
| ---- | ------------------------------------------------------------------------ | - | - | -- | -- | - | -- | -- | - |
| 1.   | HC TJ Šternberk (přeborník Zlínského krajského přeboru)                  | 4 | 4 | 0  | 0  | 0 | 24 | 17 | 8 |
| 2.   | HC Moravské Budějovice 2005 (přeborník Jihomoravského krajského přeboru) | 4 | 2 | 0  | 0  | 2 | 21 | 18 | 4 |
| 3.   | TJ Horní Benešov (přeborník Moravskoslezského krajského přeboru)         | 4 | 0 | 0  | 0  | 4 | 13 | 23 | 0 |

- HC TJ Šternberk postoupil do baráže o 2. ligu proti poslednímu celku skupiny východ - HC Uničov.

## Baráž o 2. ligu

### Západ
- HC Predators Česká Lípa - HC Strakonice 2:3 (0:2, 0:0, 2:1)
- HC Strakonice - HC Predators Česká Lípa 2:3 (0:1, 0:2, 2:0)
- HC Predators Česká Lípa - HC Strakonice 3:5 (2:2, 1:0, 0:3)
- HC Strakonice vyhrály sérii 2:1 a postoupily do 2. ligy

### Střed
- HC Chotěboř - SK Kadaň B 5:4pp (0:0, 2:2, 2:2 - 1:0)
- SK Kadaň B - HC Chotěboř 8:1 (2:1, 4:0, 2:0)
- HC Chotěboř - SK Kadaň B 3:2sn (1:2, 1:0, 0:0 - 0:0, 1:0)
- HC Chotěboř vyhrála sérii 2:1 a udržela se v 2. lize

### Východ
- HC Uničov - HC Šternberk 2:3 (0:2, 0:1, 2:0)
- HC Šternberk - HC Uničov 6:3 (1:0, 2:1, 3:2)
- HC Šternberk vyhrál sérii 2:0 a postoupil do 2. ligy